# 1555 Dejan
1555 Dejan è un asteroide della fascia principale. Scoperto nel 1941, presenta un'orbita caratterizzata da un semiasse maggiore pari a 2,6915150 UA e da un'eccentricità di 0,2751756, inclinata di 6,01452° rispetto all'eclittica.
L'asteroide è dedicato al figlio dello scopritore.